# Línea 77 (EMT Madrid)
La línea 77 de la EMT de Madrid une la plaza de Ciudad Lineal con la Colonia Fin de Semana (San Blas-Canillejas).

## Características

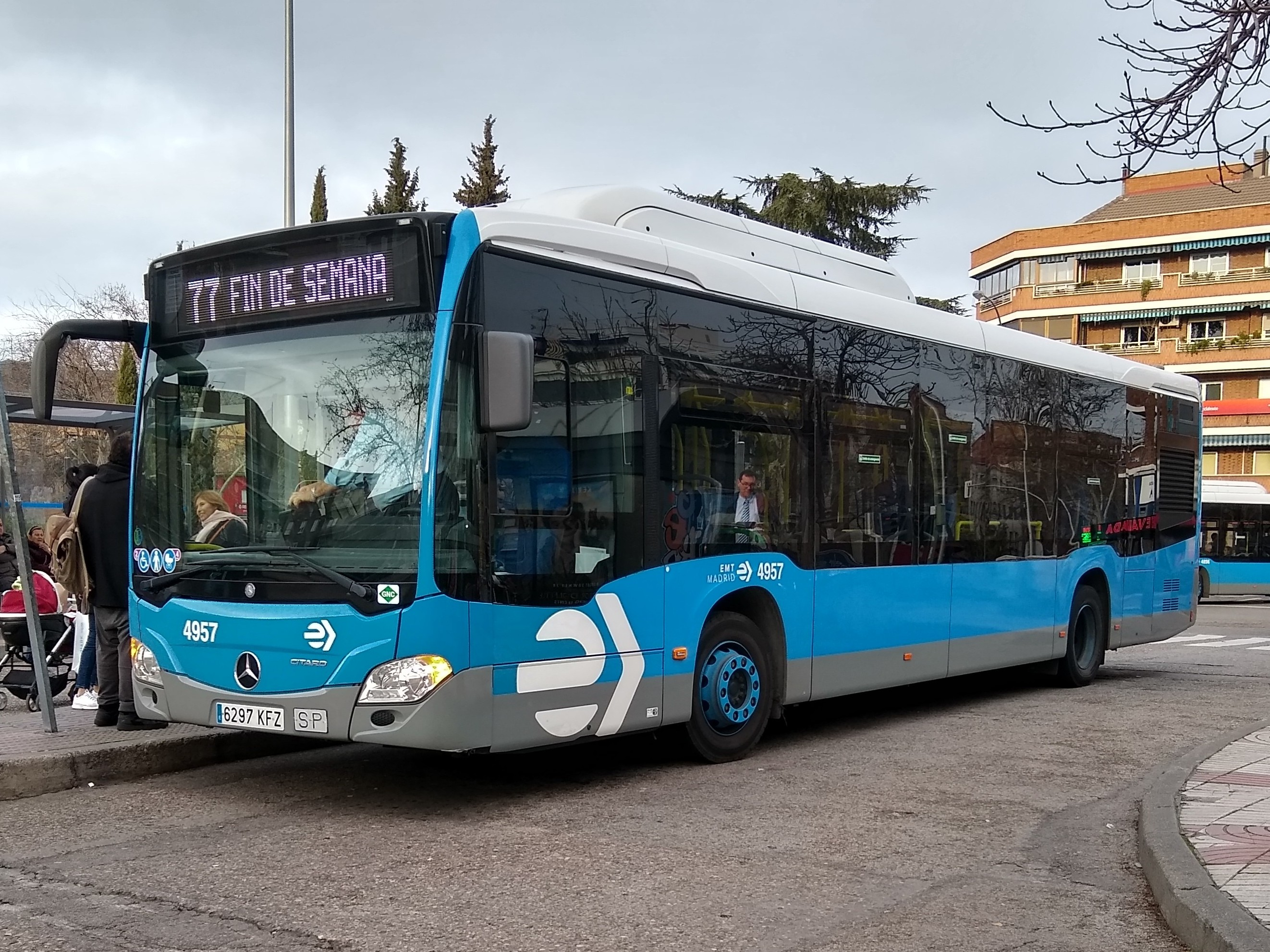
Autobús de la línea en Ciudad Lineal en 2020

Esta línea hereda el trazado de la línea de tranvía 77 Cruz de los Caídos - Ciudad Pegaso que circuló hasta el 1 de junio de 1972, último día de circulanción de tranvías en Madrid. Ese mismo día se creó esta nueva línea de autobús con un recorrido similar. La línea de tranvía se llamó en un principió como 12 para posteriormente, el 15 de agosto de 1965, pasar a llamarse 77.
Su recorrido abarcaba entonces la avenida de Aragón (hoy parte de la calle de Alcalá) hasta cerca del nudo de Eisenhower. En marzo de 1998 se amplió el recorrido de la línea hasta la Colonia Fin de Semana, desapareciendo poco después la línea que cubría entonces dicha colonia (104 Cruz de los Caídos - Puente de San Fernando).
En 1999, tras haber rebautizado el lugar conocido como Cruz de los Caídos con el nombre de Plaza de Ciudad Lineal, la nomenclatura de la cabecera cambió para reflejarlo.
Hasta el 16 de febrero de 2021 era la única línea que prestaba servicio al barrio de Rejas. Desde ese día también presta servicio la línea 167, que también pasa por Las Mercedes, la Colonia Fin de Semana y el entorno del centro comercial Plenilunio, pero no por Ciudad Pegaso. De todos modos, las líneas interurbanas que circulan por la autovía A-2 tienen paradas próximas a estos barrios.

### Frecuencias
| Lunes a viernes laborables |               |
| De 6:00 a 8:00             | 6-15 minutos  |
| De 8:00 a 20:00            | 6-8 minutos   |
| De 20:00 a 23:00           | 8-15 minutos  |
| Sábados laborables         |               |
| De 6:00 a 9:00             | 12-23 minutos |
| De 9:00 a 22:00            | 8-13 minutos  |
| De 22:00 a 23:00           | 13-15 minutos |
| Domingos y festivos        |               |
| De 7:00 a 10:00            | 13-22 minutos |
| De 10:00 a 22:00           | 11-14 minutos |
| De 22:00 a 23:00           | 13-18 minutos |

## Recorrido y paradas

### Sentido Colonia Fin de Semana
La línea inicia su recorrido en la Plaza de Ciudad Lineal (lugar antiguamente conocido como Cruz de los Caídos), en el conjunto de dársenas situadas entre la acera de los pares de la calle de Arturo Soria y la acera de los impares de la calle de Alcalá. Aquí tienen también su cabecera las líneas 4, 104, 109 y 113, existe correspondencia con la estación de Ciudad Lineal de Metro de Madrid y cerca paran las líneas 38, 48, 70 y 105. Tienen además su cabecera en esta área las líneas interurbanas 286, 288 y 289.
Desde este lugar, sale por la calle de Alcalá en dirección este, calle que recorre pasando por el nudo de Canillejas hasta llegar casi al final, donde gira a la derecha para entrar en Ciudad Pegaso.
Dentro de Ciudad Pegaso, la línea entra por la calle Uno, que enseguida abandona girando a la izquierda por la Avenida Cuarta, que recorre entera. Al final de la misma, gira a la derecha por la calle Seis y enseguida a la derecha por la Avenida Quinta, que recorre entera igualmente y sigue de frente al final de la misma por la calle Once. Por esta calle sale de Ciudad Pegaso girando al final de la misma a la derecha para circular por la carretera de Acceso a la Estación de O'Donnell.
A los pocos metros, la línea gira a la izquierda para tomar la calle Deyanira, por la que cruza bajo la autovía M-14 y entra en el Polígono Industrial de Las Mercedes. Dentro de dicho polígono circula por las siguientes calles: Campezo, Samaniego, Arcaute y Yécora, por la cual sale del polígono y entra en la Colonia Fin de Semana.
Dentro de la Colonia Fin de Semana, la línea circula por la calle Fuentelviejo, que abandona girando a la derecha para tomar la calle de Septiembre hasta llegar al cruce con la Avenida de Fermina Sevillano, donde tiene su cabecera.
| Código | Parada                                             | Común con         | Conexiones con Metro | Otros |
| ------ | -------------------------------------------------- | ----------------- | -------------------- | ----- |
| 1199   | CIUDAD LINEAL (dársenas plaza)                     | 4 104 109 113     | Ciudad Lineal        |       |
| 5076   | Alcalá-General Aranaz                              | 104               |                      |       |
| 5077   | Alcalá-Santa Leonor                                | 104               |                      |       |
| 2945   | Alcalá-Alfonso Gómez                               | 104               |                      |       |
| 2947   | Suanzes                                            | 104               | Suanzes              |       |
| 2949   | Alcalá-25 de Septiembre                            | 104               |                      |       |
| 3506   | Alcalá-Cronos                                      |                   |                      |       |
| 2951   | Alcalá-Avenida Canillejas                          | 105 140 153 SE721 | Torre Arias          |       |
| 2953   | Alcalá-San Mariano                                 | 105 140 153 165   |                      |       |
| 2955   | Alcalá-Esfinge                                     | 140               |                      |       |
| 2956   | Canillejas                                         |                   | Canillejas           |       |
| 3398   | Alcalá-Avenida Séptima                             |                   |                      |       |
| 3403   | Alcalá-Ciudad Pegaso                               |                   |                      |       |
| 4827   | Avenida Cuarta-Calle Cinco                         |                   |                      |       |
| 3508   | Avenida Quinta                                     |                   |                      |       |
| 3509   | Avenida Quinta-Calle Diez                          |                   |                      |       |
| 3510   | Calle Once-Avenida Segunda                         |                   |                      |       |
| 1396   | Deyanira-Euterpe                                   |                   |                      |       |
| 1412   | Deyanira-Pirra                                     |                   |                      |       |
| 4065   | Deyanira-Campezo                                   |                   |                      |       |
| 3513   | Samaniego-Campezo                                  | 167 290           |                      |       |
| 5574   | Nanclares de Oca-Arcaute                           | 167               |                      |       |
| 3672   | Arcaute                                            | 167               |                      |       |
| 3674   | Yécora-Invierno                                    | 167               |                      |       |
| 3676   | Yécora-Nanclares de Oca                            | 167               |                      |       |
| 3678   | Yécora-Fuentelviejo                                | 167               |                      |       |
| 3524   | Fuentelviejo                                       | 167               |                      |       |
| 5528   | Fermina Sevillano-Octubre                          | 167               |                      |       |
| 5781   | Fermina Sevillano-Diciembre                        | 167               |                      |       |
| 3527   | FIN DE SEMANA (Av. Fermina Sevillano-C/ Diciembre) |                   |                      |       |

### Sentido Plaza de Ciudad Lineal
El recorrido de vuelta es igual al de ida pero en sentido contrario con algunas excepciones:
- Dentro de la Colonia Fin de Semana circula por las calles Diciembre, Gascueña y Fuembellida en lugar de las calles Septiembre y Fuentelviejo, puesto que todas ellas son de sentido único.
- Dentro del Polígono de Las Mercedes circula por las calles Aramayona y Nanclares de Oca, que no recorre en sentido ida.
- Dentro de la Ciudad Pegaso, circula por la Avenida Segunda y la Avenida Tercera en lugar de circular por las Avenidas Quinta y Cuarta, igualmente son todas de sentido único.

| Código | Parada                                             | Común con       | Conexiones con Metro | Otros |
| ------ | -------------------------------------------------- | --------------- | -------------------- | ----- |
| 3527   | FIN DE SEMANA (Av. Fermina Sevillano-C/ Diciembre) |                 |                      |       |
| 3526   | Diciembre-Febrero                                  | 167             |                      |       |
| 3528   | Gascueña                                           | 167             |                      |       |
| 3679   | Yécora-Fuentelviejo                                | 88 167          |                      |       |
| 3677   | Yécora-Nanclares de Oca                            | 88 167          |                      |       |
| 4077   | Yécora-Invierno                                    | 88 167          |                      |       |
| 3673   | Arcaute                                            | 88 167          |                      |       |
| 3518   | Nanclares de Oca-Aramayona                         | 167             |                      |       |
| 3516   | Nanclares de Oca-Arcaute                           | 167             |                      |       |
| 3514   | Samaniego-Campezo                                  | 88 167 290      |                      |       |
| 4053   | Deyanira-Campezo                                   | 88              |                      |       |
| 1426   | Deyanira-Pirra                                     | 88              |                      |       |
| 1400   | Deyanira-Euterpe                                   | 88              |                      |       |
| 3530   | Avenida Segunda-Calle Diez                         |                 |                      |       |
| 3531   | Avenida Segunda-Calle Ocho                         |                 |                      |       |
| 3405   | Avenida Tercera-Calle Tres                         |                 |                      |       |
| 3404   | Alcalá-Ciudad Pegaso                               | 88              |                      |       |
| 3406   | Alcalá-Avenida Séptima                             | 88              |                      |       |
| 3533   | Canillejas                                         | 165             | Canillejas           |       |
| 3407   | Alcalá-Esfinge                                     | 140             |                      |       |
| 2954   | Alcalá-San Mariano                                 | 105 140 153 165 |                      |       |
| 2952   | Alcalá-Avenida Canillejas                          | 105             | Torre Arias          |       |
| 3507   | Alcalá-Cronos                                      |                 |                      |       |
| 2950   | Alcalá-25 de Septiembre                            | 104             |                      |       |
| 2948   | Suanzes                                            | 104             | Suanzes              |       |
| 2946   | Alcalá-Alfonso Gómez                               | 104             |                      |       |
| 3534   | Alcalá-Santa Leonor                                | 104             |                      |       |
| 2944   | Alcalá-General Aranaz                              | 104             |                      |       |
| 2977   | Ciudad Lineal-Alcalá                               | 104             |                      |       |
| 1199   | CIUDAD LINEAL (dársenas plaza)                     | 4 104 109 113   | Ciudad Lineal        |       |

## Galería de imágenes

Mapa zonal de la estación de metro de Suanzes con los recorridos de las líneas de autobuses, entre los que aparece el 77.
Mapa zonal de la estación de metro de Ciudad Lineal con los recorridos de las líneas de autobuses, entre los que aparece el 77.